# Gurgel Itaipu E400
O Gurgel E400 foi um veículo elétrico com carroceria de plástico desenvolvido no Brasil pela Gurgel. Foi produzido entre 1981 e 1983. O carro era essencialmente um Volkswagen Kombi remodelado, equipado com motor elétrico e baterias. O design era geral semelhante, mas com um nariz arredondado e bulboso. Seu alcance muito limitado e baterias caras resultaram em um fracasso comercial. A uma velocidade constante de 50 km/h, foi prometido um alcance de 100 km.
Seu design era bastante moderno para a época, com a dianteira curva e aerodinâmica. Quase todos as 86 (ou 88) unidades fabricadas foram vendidas para empresas estatais que os empregavam em uso comercial nas cidades, tendo em vista que a autonomia limitada impedia o uso interurbano. 
Foram produzidos em 3 modelos de carroceria. Furgão / Pick-up Cabine Simples / Pick-up Cabine Dupla.
O projeto de um carro elétrico para o Brasil era um sonho antigo de João Amaral Gurgel, nos anos 70 ele já havia mostrado em programas de TV um protótipo chamado E-150 mostrando ser capaz de produzir um modelo que não dependesse de gasolina. A ideia teve apoio governamental, uma vez que o pais também investia no álcool como opção de novo combustível "renovável".
Em junho de 1981, durante uma "feira de Comunicação" em Brasília, João Gurgel apresenta seu E-400, um modelo totalmente elétrico, movido a 8 baterias de 175ah e que, para provar que era mais vantajoso do que um veículo à gasolina, vendeu suas primeiras unidades apenas para grandes empresas que faziam gestão de frota! Assim ele teria, na prática, os resultados de economia vindo do lado do cliente e não só o da empresa.
O motor era basicamente um motor elétrico por escovas igual aos usados em empilhadeiras. Quem fabricava era a empresa Villares que era mais conhecida por produzir elevadores. 
Algumas empresas privadas, como a Souza Cruz, também compraram suas unidades de E-400.
A proposta foi claramente aprovada nos testes mas um problema, que ia além da empresa Gurgel, minava as chances do modelo prosperar. As baterias não "davam conta do recado" e, para dificultar ainda mais, a gasolina despencou de preço em 1983 e já não era tão mais vantagem um "veículo elétrico" sob um veículo "a gasolina".
De todos os E-400 fabricados, acredita-se que 90% foram "convertidos" para motores a gasolina (de Kombi) pela própria facilidade de adaptação, pois o câmbio original do E-400 era o mesmo da Kombi.
Com a volta do veículo elétrico nos últimos anos, vem sendo notado um aumento no interesse de colecionadores de veículos antigos pelo modelo. 
Em 1983 foi lançada a versão E500, com entre-eixos um pouco maior e capacidade de peso de 500kg.

## Ligações Externas
- Best Cars Web Site. Carros do passado.
- Quatro Rodas. Gurgel: o engenheiro que virou carro
- Lexicar Brasil. Gurgel
- Automobile Catalog
- Gurgel Clube Rio de Janeiro
- Gurgel Itaipu E-400: o primeiro carro elétrico produzido em série no Brasil